# Boerewors
Boerewors è un insaccato fresco spiraliforme, tipico della cucina sudafricana. Il nome deriva dall'olandese boer ("contadino") e dall'afrikaans wors ("salsiccia").

## Gastronomia
Il boerewors è composto da carne di manzo tritata grossolanamente (a volte combinata con carne tritata di suino, agnello o entrambi) e condita con spezie.

È servito spesso insieme al pap, una polenta tradizionale bantu, il cui nome però deriva dall'olandese Pap (polenta).

Il boerewors è molto comune anche in Paesi diversi dal Sudafrica quali Australia, Paesi Bassi, Regno Unito, Stati Uniti d'America e Irlanda.

## Letteratura
Si parla di boerewors nel racconto della scrittrice sudafricana Nadine Gordimer Beethoven era per un sedicesimo nero (Ed. Feltrinelli, 2010). Il protagonista, mentre visita le township della città di Kimberley alla ricerca d'improbabili parenti, figli illegittimi come lui di un suo antenato cercatore di diamanti, si ferma ad una bancarella e «...mangiò un panino con un boerewors a una bancarella, chiedendolo in afrikaans, la lingua che veniva parlata tutt'intorno a lui»